# Aggrey Morris
Aggrey Morris (ur. 12 marca 1984 w Mafunzo) – tanzański piłkarz występujący na pozycji obrońcy. Zawodnik klubu Azam FC.

## Kariera klubowa
Morris karierę rozpoczynał w 2003 roku w zanzibarskiej drużynie Mafunzo FC. W 2009 roku zdobył z nim mistrzostwo Zanzibaru. W tym samym roku przeszedł do tanzańskiego Azam FC.

## Kariera reprezentacyjna
W reprezentacji Tanzanii Morris zadebiutował w 2010 roku. Od 2009 roku występuje także w reprezentacji Zanzibaru.